# Yusuf

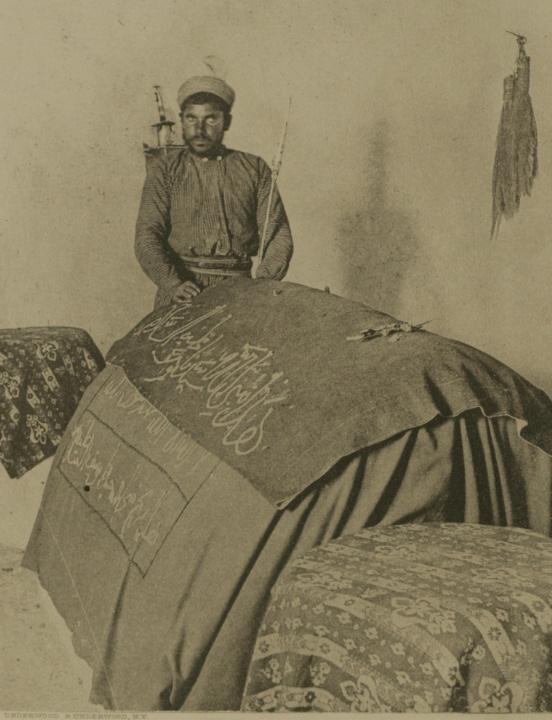
Yusufs grav i närheten av Nablus, enligt tradition.

Yûsuf, (arabiska: يوسف, också Youssef, Yousuf, Yousef, Yussef, Yusef, Yossef, Yousov, Yousif eller Yosef/Josef), är en profet i Koranen, islams heliga skrift. Enligt den är han son till Yaqub (Jakob), son till Ishaq (Isak), som i sin tur är son till Ibrahim (Abraham). Alla betraktas som profeter som kommit med en del av den gudomliga uppenbarelsen till mänskligheten.

## I islam
Yusuf nämns på följande ställen i Koranen: Al-An'âm (sura 6:84), Yūsuf (sura 12:4-102), Ghāfir (sura 40:34).
Al-An'âm 84: ”Och Vi skänkte honom [avkomlingar], Isak och Jakob, som Vi vägledde [liksom] Vi förut väglett Noa. Och bland hans efterkommande var också David och Salomo, Job och Josef, Moses och Aron - så belönar Vi dem som gör det goda och det rätta - ”, ur Koranens budskap .
Yūsuf, den tolfte suran i Koranen, är uppkallad efter Yusuf och berättar om hans resa till Egypten.
Ghāfir 34: ”Josef kom på sin tid till er med klara vittnesbörd [om sanningen]; men ni trodde inte på det [budskap] som han framförde till er och fortsatte att tvivla, och när han dog sade ni: 'Efter honom kommer Gud inte att sända fler sändebud.'” Så låter Gud den gå vilse som genom misstro och tvivel förslösar sin själ.”, ur Koranens budskap.

## Utomislamisk syn på Yusuf

### Jämförelse med beskrivningen i Första Moseboken
I Första Moseboken kapitel 37-45, som ingår i judendomens Tanach och det kristna Gamla Testamentet i Bibeln, berättas om Josef, Jakobs son som antas vara samma gestalt som nämns i Koranen under namnet Yusuf. Koranens version saknar en del detaljer som finns i Första Moseboks version. Dock är det inget som påverkar innehållet så att det skulle föreligga några motsägelser.

### Religionshistorisk syn
Det går dock svårligen att utifrån Bibelns berättelse om Josef belägga att Koranens version skulle vara ett litterärt lån därifrån, vilket ibland har hävdats i polemik från icke-muslimskt håll. Ett sådant beroende kan dock inte heller uteslutas.

## Fotnoter
1. ↑  Encyclopedia Britannica 1911,Shechem
2. 1 2   Koranens budskap. Stockholm: Proprius. 2000
3. ↑  Bæk Simonsen, Jørgen (1994). Islamlexikonet. Forum. ISBN 91-37-10552-3
4. 1 2  Hedin, Christer (2004). Abrahams barn. Dialogos Förlag. sid. 232. ISBN 978-91-7504-203-9
5. ↑  Marc Steven Bernstein (2006). Stories of Joseph : Narrative Migrations Between Judaism and Islam. sid. xiv-xv. ISBN 0814325653